# Stefan Tarasiuk
Stefan Tarasiuk (ur. w 1958, zm. 14 grudnia 2016) – polski inżynier leśnik, profesor nauk leśnych, specjalność hodowla lasu i leśnictwo.
Pracownik naukowy Wydziału Leśnego Szkoły Głównej Gospodarstwa Wiejskiego w Warszawie. Tytuł profesora otrzymał 17 maja 2006. Był jednym z głównych polskich specjalistów w zakresie hodowli lasu. W kręgu jego zainteresowań naukowych pozostawała również problematyka ekologiczna.

## Wybrane publikacje
- Tarasiuk, S. (1999). Buk zwyczajny (Fagus sylvatica L.) na obrzeżach zasięgu w Polsce : warunki wzrostu i problemy hodowlane. Warszawa: Fundacja „Rozwój SGGW”.